# La Chapelle-Blanche (Savoia)
La Chapelle-Blanche è un comune francese di 550 abitanti situato nel dipartimento della Savoia della regione dell'Alvernia-Rodano-Alpi. Il suo territorio è attraversato dal fiume Breda.

## Società

### Evoluzione demografica
Abitanti censiti